# Slaget vid Dynekilen
Slaget vid Dynekilen var ett sjöslag som ägde rum den 28 juni (enligt den svenska julianska kalendern), eller 8 juli 1716 (enligt den norska gregorianska kalendern) under stora nordiska kriget. Slaget stod mellan en dansk–norsk styrka ledd av Peder Tordenskjold och en svensk transportflotta som hade ankrat i fjorden Dynekilen norr om Strömstad i nordligaste Bohuslän. Slaget, ett av de mest kända i norsk krigshistoria, störde allvarligt Karl XII:s försök att erövra Norge.

## Bakgrund
Under stora nordiska kriget började svenska planer på att anfalla Norge att ta form på hösten 1715. Syftet var att på detta sätt kraftigt försvaga Danmark och tvinga fram fred. Sedan en ny svensk armé på cirka 8 000 man hade utrustats, startade anfallet mot Norge den 25 februari 1716, varav kung Karl XII marscherade med cirka 3 000 man från Värmland. 
Karl XII hade i samband med förberedelserna inför den tänkta erövringen av Fredrikstens fästning i Halden beordrat att flottan i Göteborg skulle frakta tungt artilleri sjövägen till Strömstad. Schoutbynacht (Konteramiral) Olof Strömstierna seglade från Göteborg den 15 april 1716 med en transportflotta som förutom tunga kanoner hade proviant, vapen och ammunition. Han fann i slutet av april en passande slutstation innerst i den ca 5 km långa fjorden Dynekilen, alldeles intill landsvägen Strömstad–Svinesund. Kanonerna förblev av någon anledning kvar ombord på skeppen. I början av juni kom ytterligare en underhållsflotta och samlade mängden fartyg var då 8 transportfartyg, 8 galärer, 2 dubbelslupar och en artilleripråm samt en galliot och en strömbåt.
Den svenska totala eldstyrkan var 52 kanoner, varav 25 av 12-pund, samt 59 nickhakar/falkonetter på 2-4 pund, allt enligt Tordenskiolds egen rapport.  Av denna styrka fanns på en holme innerst i fjorden ett kanonbatteri med sex 12-punds kanoner , samt artilleripråmen Stenbocken med tio 18-punds kanoner nära transportfartygen men i övrigt fanns förutom de mindre svenska örlogsfartygen inget artilleri utefter fjorden. Flera hundra man ur ett sachsiskt regemente (yrkessoldater rekryterade i Sachsen) fanns också posterade runt det inre av fjorden.
På kvällen den 27 juni låg den norske kaptenen Peder Tordenskiold för ankar utanför Koster med en flottstyrka bestående av 2 fregatter, 3 galärer och 2 artilleripråmar vilka skulle transporteras från Köpenhamn till Norge och därefter vänta på order. Eldkraften på de 7 norsk-danska fartygen var sammanlagt 147 kanoner. Tordenskiold fick då information om den stora svenska underhållsflottan, samt att många svenska officerare var gäster på ett bröllop i trakten, eller på fest hos amiralen. Då vinden var västlig fanns här ett gyllene tillfälle för överraskningsanfall.

## Slaget
På natten 28 juni klockan 1.30 lättade Tordenskjolds styrka ankar och begav sig in i Dynekilen. De hade turligt lyckats få tag på en svensk sjöman som tidigare lotsat in den svenska transportflottan. Ingen i norska styrkan hade varit där tidigare, och fjorden var på sina ställen bara ca 100 m bred. Klockan 6 närmade sig norrmännen Stora Krossön, där fjorden ytterligare smalnar av, och där fick de båda styrkorna först syn på varandra. Svenskarna hade då bara ca en timma på sig att organisera försvaret av underhållsflottan innerst i fjorden. Tordenskiold roddes iland för att rekognosera det inre av fjorden uppe från en höjd.
Tordenskiold gick därefter ombord på artilleripråmen Hjælper som tillsammans med andra artilleripråmen Arca Noæ bogserades i läge för att tillsammans med bredsidor från fregatterna Hvide Ørn och Vindhund ge eld mot det svenska landbatteriet och artilleripråmen Stenbock. Vid 11-tiden började svenska artillerielden mattas och de norska artilleripråmarna bogserades då av galärer närmare det svenska landbatteriet. Slutligen kunde styrkor från de norska galärerna gå iland och jaga bort de svenska kanonbesättningarna. Kanonerna gjordes obrukbara av norrmännen genom att förnaglas. De två fregatterna fortsatte striden, och tvingade strax efter klockan ett artilleripråmen Stenbock att stryka flagg. Strax därefter gjorde Schoutbynacht Strömstierna detsamma på svenska flaggskeppet, galären Wreden. Amiralen, som var sårad i armen, räddade sig därefter iland.
Svenskarna började nu förstöra så mycket som möjligt genom att sätta fartygen på grund, slå hål i skroven samt tända luntor till fartygens krutförråd. För norrmännen gällde det att snabbt lägga beslag på de fartyg som gick att rädda, och förstöra resten. Detta samtidigt som de sachsiska soldaterna sköt på dem från stränderna runtomkring. Under åtta slitsamma timmar kämpade norrmännen med att dra de svenska fartygen av grund, och släcka eld och luntor. I några fall togs de brinnande luntorna bort från krutförråden i sista ögonblicket. I andra fall exploderade krutförråd och dödade de som fanns i närheten.
Klockan 21, strax före solnedgången började den norska styrkan lämna Dynekilen med sju egna skepp och fjorton erövrade (nio örlogsfartyg och fem tungt lastade handelsfartyg). Att bogsera alla skeppen i den månljusa natten med beskjutande sachsiska och svenska soldater på båda sidor av fjorden, blev ett regelrätt gatlopp för besättningarna på galärerna. Från skeppen sköts skrotladdningar, och krutröken skymde sikten något för skyttarna i land. Vid halvtretiden på natten upphörde skjutandet och senare under morgonen började det blåsa sydostlig kuling. Tordenskjold och hans manskap hade lyckats. Förlusterna på den dansk–norska sidan var relativt små, 19 döda och 57 sårade.

## Efterverkningar
Segern vid Dynekilen innebar ny berömmelse för Tordenskjold, han blev snart befordrad till kommendör (motsvarande överste i armén). Året efter fick han kommandot över hela Nordsjöeskadern. För Karl XII innebar förlusten att han nödgades ge upp sitt försök att inta Fredrikstens fästning, och ge sig tillbaka till Sverige för att samla nya styrkor för sitt nästa fälttåg mot Norge.

## Minnesplats
Längst in i Dynekilen, på holmen där det svenska landbatteriet stod, finns en minnessten med inskriptionen: Tordenskiold Slaget i Dynekilen 8. juli 1716. I närheten ligger en campingplats där man kan se spår av dåtida vägen till Svinesund.

## Inblandade skepp

### Danmark-Norge under Tordenskiold
- Hjælper 47, artilleripråm
- Arca Noæ, 33, artilleripråm
- Hvide Ørn, 30, fregatt
- Vindhund, 16, fregatt
- Charlotte Amalia, 7, galej
- Louisa, 7, galej
- Prinds Christian, 7, galej

### Sverige
- Stenbock, 24 (varav tio 18-punds). artilleripråm – erövrades
- Wreden, 21 (varav två 36-punds), galej – sänkt, sedermera bärgad av svenskarna
- Proserpina, 14, galej – kapad
- Ulysses, 6, galej – kapad
- Lucretia, 13, galej – kapad
- Achilles, 5, (halvgallei) – kapad
- Pollux, 5, halvgalej – kapad
- Hector, 5, halvgalej – kapad och förstörd
- Castor, 5, halvgalej – sänkt, sedermera bärgad
- Schelpaden, 12, galioth – sänkt, sedermera bärgad
- Biorn, 4, dubbel-slup – kapad
- Svarta Maeren, 4, dubbel-slup – kapad, samt en strömbåt – kapad
- Transportskepp – 5 kapade, 3 förstörda.

Antalet fartyg baseras på Tordenskiolds egen rapport som finns noggrant återgiven i Tordenskiolds brev.

### Fotnoter
1. ↑  Modig 2013, s. 65.
2. 1 2 3  Bjerke, kap 20
3. 1 2  Tordenskiold, sid 229–230
4. 1 2 3 4 5  Bjerke, kap 21
5. ↑  Bjerke, sid 176–177